# Easycore
Genres associés
Skate punk
Le easycore, aussi appelé softcore, est un sous-genre musical du punk rock, résultant du mélange de pop punk, power pop et de punk hardcore, metalcore, voire de hardcore mélodique.

## Histoire
Le easycore émerge à la fin des années 2000, et est largement popularisé par New Found Glory grâce à leur tournée The Easycore Tour,. D'autres groupes tels que Four Year Strong ou Set Your Goals popularisent le genre, eux-mêmes influencés par des groupes comme New Found Glory ou encore Blink-182. Ces derniers reviennent cependant à une forme plus conventionnelle de pop punk et l'apparition d'effets électroniques par le biais de certains samples ou synthétiseurs deviennent de plus en plus fréquents. Depuis, de nombreux groupes influencés par le pop punk et le hardcore reprennent le flambeau comme Chunk! No, Captain Chunk!, A Day to Remember ou Me vs. Hero. À l'automne 2008, New Found Glory part en tournée The Easycore Tour, accompagnés de, Set Your Goals, Four Year Strong, International Superheroes of Hardcore et Crime In Stereo.
Les activités du genre varient au début des années 2010. En 2011, Four Year Strong font paraître l'album In Some Way, Shape or Form, plus orienté rock et mal accueilli par les fans. En 2014, cependant, ils font paraître l'EP Go Down In History qui revient à un style plus « easycore » de pop punk.

## Caractéristiques
Le easycore est un sous-genre musical du pop punk à tendance punk hardcore et hardcore mélodique. Il se caractérise par des mélodies pop punk couplées à des rythmiques influencées par le hardcore (mosh parts, 2-steps parts et breakdowns fréquents), les chants pouvant être criés ou souvent de gang vocal.

## Groupes notables
Les groupes représentatifs et notables du genre incluent : A Day to Remember, Back Garden Light, Chunk! No, Captain Chunk!, Carousel Kings, Crime In Stereo, Dance No Thanks, Four Year Strong, Like Pacific, Me vs. Hero,, Mail Day, New Found Glory, Quinti Best Friend, Nose, Set Your Goals, Settle Your Scores, The Better Fight, Tonight We Fight, Truth Under Attack, We Still Dream, We Were Kids, et When We Team Up.